# Кенні Далгліш
Сер Ке́ннет (Ке́нні) Ме́тісон Да́лгліш (англ. Kenneth Mathieson Dalglish, нар. 4 березня 1951, Глазго, Шотландія) — шотландський футболіст і тренер, член Ордену Британської імперії. Разом з Денісом Лоу ділить звання найкращого бомбардира національної збірної Шотландії за всю її історію (30 голів). При цьому Кенні — єдиний шотландець, який зіграв понад 100 матчів за збірну (102). На клубному рівні він успішно виступав за шотландський «Селтік» і англійський «Ліверпуль». Після закінчення кар'єри гравця домігся успіху як головний тренер.
Далгліш був і залишається кумиром і культовою фігурою як для вболівальників «Селтіка», так і для фанів «Ліверпуля». Серед уболівальників «червоних» досі дуже популярна пісня Fields of Anfield Road, в якій згадується, зокрема, і Кенні Далгліш. 2006 року за результатами голосування 100 Players Who Shook The Kop, яке проводилося на офіційному сайті «Ліверпуля» серед понад 100 тисяч фанів, які проживають по всьому світу, саме Далгліш зайняв перше місце.
8 січня 2011, після звільнення Роя Ходжсона, призначений виконуючим обов'язки головного тренера «Ліверпуля» до кінця сезону 2010/11 . 16 травня 2012 керівництво звільнило тренера.

## Ігрова кар'єра

### Початок кар'єри
Далгліш, син інженера, у дитинстві підтримував Рейнджерс
Далгліш починав як воротар. Він випробувався двічі у Вест Гемі і в Ліверпулі, але вони його не взяли . Далгліш підписав контракт з «Селтіком» — ворогом клубу дитинства «Рейнджерс»

### Селтік
У своєму першому сезоні, 1967—1968, Далгліш забив 37 голів . Також працював учнем столяра .
У наступному сезоні він став професійним футболістом, постійно перебуваючи у дублі Селтіка.
Дебютував у основній команді 25 вересня 1968, у чвертьфінальному поєдинку Кубку шотландської ліги .
У той час Селтік став першою командою, яка виграла Кубок Європи, перемігши Інтер у Лісабоні.
У сезоні 1971—1972 Далгіш забив свій перший гол за Селтік. Це відбулося у Кубку шотландської ліги проти Рейнджерс 14 серпня 1971. У 49 появах на полі за сезон він забив 23 голи.
У 1972—1973 Далгліш був провідним бомбардиром команди з 41 голом у всіх змаганнях. У сезоні 1975—1976 Далгліш був капітаном команди. У тому сезоні тренер шотландців, Джок Стейн, потрапив у автомобільну аварію й пропустив більше частину сезону , через що Селтік вперше за 12 років не став чемпіоном.
10 серпня 1977 з 269 виступами та 167 голами Далгліш перейшов до Ліверпуля за рекордні для британського футболу 440 000 фунтів стерлінгів .

### Ліверпуль
У англійському клубі Далгліш дебютував 13 серпня 1977 проти Манчестер Юнайтед під номером 7. Тиждень по тому, 20 серпня, він забив свій перший гол за «червоних» у матчі з Мідлсбро, який закінчився з рахунком 1-1.
Під час свого першого сезону Далгліш з'являвся 62 рази, забивши 31 гол. Серед них переможний гол у Кубку Чемпіонів на Вемблі у ворота бельгійського Брюгге.
Далгліш був визнаний Гравцем року PFA у сезоні 1982-83 .
5 травня 1990 року Далгліш, за два дні до святкування 40-річчя, вийшов на заміну в матчі проти Дербі Каунті, після чого він завершив кар'єру гравця .

## Особисте життя
Далгліш одружений з Мариною. У них четверо дітей: Келлі, Пол, Лінсі та Лорен. Келлі — кореспондент ESPN Великої Британії. Пол — футболіст, закінчив кар'єру.

## Досягнення як гравця

### «Селтік»
- Чемпіон Шотландії (1972, 1973, 1974, 1977)
- Володар Кубка Шотландії (1972, 1974, 1975, 1977)
- Володар Кубка ліги (1975)
- Віце-чемпіон Шотландії (1976)
- Фіналіст Кубка Шотландії (1973)
- Фіналіст Кубка ліги (1972, 1973, 1974, 1975, 1977)

### «Ліверпуль»
- Володар Кубка чемпіонів (1978, 1981, 1984)
- Фіналіст Кубка чемпіонів (1985)
- Володар Суперкубку Європи (1977)
- Чемпіон Англії (1979, 1980, 1982, 1983, 1984, 1986)
- Віце-чемпіон (1978, 1985, 1987)
- Володар Кубка Англії (1986)
- Володар Кубка Ліги (1981, 1982, 1983, 1984)
- Фіналіст Кубка Ліги (1978, 1987)
- Володар Суперкубка Англії (1977, 1979, 1980, 1982, 1986)

## Досягнення як тренера

### «Ліверпуль»
- Чемпіон Англії (1986, 1988, 1990)
- Володар Кубка Англії (1986, 1989)
- Володар Кубка Футбольної Ліги: 2012
- Володар Суперкубка Англії (1986, 1988, 1989, 1990)
- Віце-чемпіон Англії (1987, 1989, 1991)
- Фіналіст Кубка Англії (1988, 2012)
- Фіналіст Кубка Ліги (1987)

### «Блекберн Роверз»
- Чемпіон Англії (1995)
- Віце-чемпіон Англії (1994)

### Ньюкасл Юнайтед
- Віце-чемпіон Англії (1997)
- Фіналіст Кубка Англії (1998)

### «Селтік»
- Віце-чемпіон Шотландії (2000)
- Володар Кубка Ліги (2000)

## Персональні досягнення
- Гравець року в Англії за версією Асоціації професійних футболістів (1983)
- Гравець року в Англії за версією Асоціації футбольних журналістів (1979, 1983)
- Тренер року Англії (1986, 1988, 1990, 1997)
- Введений в Почесний список гравців збірної Шотландії з футболу (1988)
- Введений до Зали англійської футбольної слави (2002)
- Введений до Зали слави шотландського футболу (2004)
- Член клубу ФІФА 100
- Володар премії «Freedom of the City of Glasgow» (1986)
- Перший у списку «100 гравців, які потрясли Коп» (100 Players Who Shook The Kop) (2006)